# Cg
Cg (сокращение от C for Graphics) — высокоуровневый язык программирования, разработанный Nvidia в тесном сотрудничестве с Microsoft для программирования шейдеров. Cg основан на языке программирования C. Несмотря на то, что они имеют один и тот же синтаксис, некоторые функции C были изменены и добавлены новые типы данных, чтобы сделать Cg более подходящим для программирования графических процессоров. Этот язык специализирован для программирования графического процессора и не используется для GPGPU. Компилятор Cg выводит программы шейдеров DirectX или OpenGL. С 2012 года Cg устарела, без дополнительной поддержки.

## Общие сведения
Из-за технических достижений в компьютерной графике некоторые области программирования 3D-графики стали довольно сложными. Чтобы упростить процесс, к графическим картам были добавлены новые функции, в том числе возможность изменять свои конвейеры рендеринга с использованием шейдеров.
Вначале шейдеры программировались на очень низком уровне и только на языке ассемблера. Хотя использование языка ассемблера дало программисту полный контроль над кодом и гибкостью, его было довольно сложно использовать. Был необходим более удобный язык высокого уровня для программирования графического процессора, поэтому Cg был создан для решения этих проблем и упрощения разработки шейдеров.
Некоторые из преимуществ Cg:
- Код высокого уровня легче читать и редактировать, чем код ассемблера.
- Код Cg переносится на широкий спектр аппаратных средств и платформ, в отличие от ассемблерного кода, который обычно зависит от оборудования и платформ, для которых он написан.
- Компилятор Cg может оптимизировать код и выполнять задачи более низкого уровня автоматически.

## Подробности

### Типы данных
Cg имеет шесть основных типов данных. Некоторые из них такие же, как в C, но есть и другие, специально добавленные для программирования графического процессора. Эти типы:
- float — 32-битное число с плавающей запятой
- half — 16-битное число с плавающей запятой
- int — 32-битное целое число
- fixed — 12-битное число с фиксированной запятой
- bool — логическая переменная
- sampler* — представляет собой объект текстуры

Cg также содержит векторные и матричные типы данных, основанные на базовых типах данных, такие как float3 и float4x4. Такие типы данных довольно распространены при работе с 3D программированием. Cg также имеет типы данных структуры и массива, которые работают аналогично их C-эквивалентам.

### Операторы
Cg поддерживает широкий диапазон операторов, включая общие арифметические операторы из C, эквивалентные арифметические операторы для векторных и матричных типов данных и общие логические операторы.

### Функции и структуры управления
Cg поддерживает основные структуры управления из C, такие как if ... else, while и for. Он также имеет аналогичный способ определения функций.

### Стандартная библиотека Cg
Как и в C, Cg имеет набор функций для общих задач программирования графического процессора. Некоторые из функций имеют эквиваленты в C, как математические функции abs и sin, в то время как другие специализируются на задачах графического программирования, такие как функции отображения текстуры tex1D и tex2D.

### Библиотека времени выполнения Cg
Программы Cg — это только шейдеры, и им нужны поддерживающие программы, которые обрабатывают остальную часть процесса рендеринга. Cg можно использовать с двумя графическими API: OpenGL или DirectX. Каждый из них имеет свой собственный набор функций для связи с программой Cg, например, с установкой текущего шейдера Cg, передачей параметров и т. п.
Помимо возможности скомпилировать исходный код Cg для сборки, время выполнения Cg также имеет возможность компилировать шейдеры во время выполнения поддерживающей программы. Это позволяет компиляции шейдера с помощью последних оптимизаций, доступных для аппаратного обеспечения, на котором в данный момент выполняется программа. Однако для этого метода требуется, чтобы исходный код для шейдера был доступен в виде обычного текста компилятору, позволяя пользователю программы получить доступ к исходному коду для шейдера. Некоторые разработчики рассматривают это как главный недостаток этой техники.
Чтобы избежать раскрытия исходного кода шейдера и по-прежнему поддерживать некоторые из конкретных аппаратных оптимизаций, была разработана концепция профилей. Шейдеры могут быть скомпилированы в соответствии с различными графическими аппаратными платформами (в соответствии с профилями). При выполнении поддерживающей программы наиболее оптимизированный шейдер загружается в соответствии с его профилем. Например, может быть профиль для видеокарты, поддерживающей сложные шейдеры, и другой профиль, который поддерживает только минимальные шейдеры. Создавая шейдер для каждого из этих профилей, поддерживающая программа увеличивает количество поддерживаемых платформ, не жертвуя качеством изображения на мощных системах.

## Пример шейдера Cg
```
 
// input vertex

 
struct
 
VertIn
 
{

     
float4
 
pos
   
:
 
POSITION
;

     
float4
 
color
 
:
 
COLOR0
;

 
};

 

 
// output vertex

 
struct
 
VertOut
 
{

     
float4
 
pos
   
:
 
POSITION
;

     
float4
 
color
 
:
 
COLOR0
;

 
};

 

 
// vertex shader main entry

 
VertOut
 
main
(
VertIn
 
IN
,
 
uniform
 
float4x4
 
modelViewProj
)
 
{

     
VertOut
 
OUT
;

     
OUT
.
pos
     
=
 
mul
(
modelViewProj
,
 
IN
.
pos
);
 
// calculate output coords

     
OUT
.
color
   
=
 
IN
.
color
;
 
// copy input color to output

     
OUT
.
color
.
z
 
=
 
1.0
f
;
 
// blue component of color = 1.0f

     
return
 
OUT
;

 
}

```